# Diola
diola är ett galiciskt rockband från Pontevedra i Spanien som bildades 2015. Bandet är bestående av Álex Gayoso (trummor), Toño Magariños (bas) och Gon Goitia (gitarr), ex-medlemmar i Unicornibot. diola bildades strax efter Unicornibots splittran. I september 2015 släppte bandet sin första EP, eh!, bestående av fyra låtar.

## Diskografi

### Album
- 2017 – diola (BCore Disc)